# Rising Runner Missed By Endless Sender
Rising Runner Missed by Endless Sender è un singolo pubblicato nel 1978 in Spagna dalla band tedesca di musica elettronica, i Tangerine Dream. Esso proviene dall'album Cyclone.

## Tracce
1. Rising Runner Missed By Endless Sender - 4:55
2. Bent Cold Sidewalk (estratto) - 4:19

## Formazione
- Edgar Froese: sintetizzatori, chitarra elettrica
- Christopher Franke: sintetizzatori, percussioni.
- Steve Jolliffe: voce, basso, flauto, tastiera Elka, pianoforte.
- Klaus Krieger – batteria, percussioni elettroniche.

## Fonte
https://web.archive.org/web/20140707040706/http://www.voices-in-the-net.de/rising_runner_missed_by_endless_sender.htm